# Keriya (rivière)
La rivière Keriya est une rivière dans la région autonome du Xinjiang dans le nord-ouest de la Chine. Elle coule sur 519 km de la chaîne de montagnes Kunlun Shan vers le nord dans le bassin endoréique du Tarim, mais elle se perd dans le désert à plusieurs centaines de kilomètres au sud de la rivière Tarim. La seule agglomération importante le long de la rivière est la ville de Keriya, à l'est de Hotan. La rivière est une importante source d'eau d'irrigation et fournit également des oasis historiquement importantes le long de son cours.
Située dans une région extrêmement aride, la rivière est fortement dépendante de l'eau de fonte des glaciers, qui fournit environ 71 % de son débit. Environ 20 % provient de l'infiltration des eaux souterraines et seulement 9 % provient des précipitations directes.